# جان کینگ
جان کینگ (انگلیسی: John 'Dusty' King؛ ‏ ۱۱ ژوئیهٔ ۱۹۰۹ – ۱۱ نوامبر ۱۹۸۷) بازیگر اهل آمریکا بود.
از فیلم‌ها یا برنامه‌های تلویزیونی که وی در آن نقش داشته‌است، می‌توان به جوانان مبارز، سه دختر زرنگ، سه تفنگدار، هیچ‌کس احمق نیست، راه بازگشت و قانون جنگل اشاره کرد.